# Tur Turek
MKS Tur Turek (celým názvem Miejski Klub Sportowy Tur Turek) je polský fotbalový klub z města Turek založený roku 1921. Domácím hřištěm je Stadion 1000-lecia s kapacitou 2 400 míst. Klubové barvy jsou žlutá, zelená a černá. Hraje v polské třetí lize, která se jmenuje II liga.

## Stadion
Stadion 1000-lecia v Turku má kapacitu 2 400 míst a rozměry 105 m x 68 m.

## Soupiska
| Číslo |        | Pozice | Hráč                  |
| ----- | ------ | ------ | --------------------- |
| 1     | Polsko | B      | Dawid Kręt            |
| 2     | Polsko | Z      | Artur Łazar           |
| 3     | Polsko | O      | Dariusz Imbiorowicz   |
| 4     | Polsko | O      | Marcin Boczkowski     |
| 5     | Polsko | Z      | Bartosz Świrszcz      |
| 6     | Polsko | O      | Marcin Kiczyński      |
| 7     | Polsko | O      | Janusz Niedźwiedź     |
| 8     | Polsko | O      | Przemysław Ziółkowski |
| 9     | Polsko | Ú      | Damian Sędziak        |
| 10    | Polsko | Z      | Michał Pietrzak       |
| 11    | Polsko | Ú      | Robert Kowalczyk      |
| 12    | Polsko | B      | Kamil Woźniak         |

| Číslo |          | Pozice | Hráč                 |
| ----- | -------- | ------ | -------------------- |
| 13    | Polsko   | Z      | Mateusz Kowalczyk    |
| 14    | Polsko   | Z      | Paweł Przybylski     |
| 16    | Polsko   | Ú      | Robert Hirsz         |
| 17    | Polsko   | Ú      | Paweł Łączny         |
| 18    | Polsko   | Z      | Kamil Bartosiewicz   |
| 19    | Polsko   | O      | Bartosz Grabowski    |
| 20    | Polsko   | O      | Ireneusz Chrzanowski |
| 21    | Polsko   | Ú      | Szymon Izydorczyk    |
| 22    | Nigérie  | Ú      | Maxwell Kalu         |
| 23    | Polsko   | Z      | Łukasz Szafran       |
| 24    | Brazílie | Ú      | Adivano Nascimento   |
| 25    | Polsko   | Z      | Piotr Bieniek        |